# 예안면
예안면(禮安面)은 대한민국 경상북도 안동시의 면이다. 원래 면사무소는 현 도산면 서부리 근방에 있었으나 안동댐 건설로 수몰되면서 수몰로 인해 폐지된 월곡면 소속이었던 정산리로 이전하였다.

## 연혁
- 삼국 시대 고구려 때는 매곡현(買谷縣), 신라 때는 선곡현(善谷縣)이었다.
- 남북국 시대에는 신라의 내령군(奈靈郡) 영현(領縣)이었다.
- 고려 시대에는 선성, 예안 등으로 불리었다.
  - 고려 태조 때 이능선(李能宣)이 귀순하자, 영현을 선성(宣城)으로 고치고 군(郡)으로 승격하였다.
  - 현종 9년(1018년) 길주(吉州, 안동시)에 복속되어 길주 예안현이 되었다.
  - 우왕 2년(1376년) 우왕의 태(胎)를 예안에 묻은 것을 기념하여 다시 군으로 승격시켰다가, 얼마 뒤에 주(州)로 승격시켰다.
  - 공양왕 2년(1390년) 감무(監務)를 두고, 선인현(宣仁縣)을 예안주에 속하게 하였다.
- 조선 시대에는 예안 등으로 불리었다.
  - 태종 13년(1413년) 예안현이 되었다.
  - 고종 32년(1895년) 지방관제 개편에 따라 예안군(禮安郡)이 되었다. 읍내, 서면, 북면, 의서, 의동, 동상, 동하 등 7개 면을 관할하였다.
- 1914년 3월 1일 : 군면통폐합에 따라 안동군에 병합되어 예안군은 예안면이 되고, 동북부는 도산면, 녹전면 등으로 분리되었다.
  - 예안면은 의동면의 분천리, 동상면의 인계리 일부, 그리고 북선면의 외감애리, 동후면 나소곡리, 봉화군 재산면 남면리 일부 지역을 병합하여 옛 예안군의 이름을 따서 만든 면이다.
  - 예안면 관할 지역은 동부, 서부, 선양, 천전, 오천, 부포, 귀단, 태곡, 인계, 동천, 도촌, 삼계, 신남 등 13개 마을.
- 1970년대 : 안동다목적댐이 건설되면서 동리의 수몰에 따라 행정구역이 변경되었다.
  - 1974년 7월 1일 : 월곡면(月谷面)을 폐지하고, 교통의 편의에 따라 오천리는 와룡면에 편입시키고, 예안면의 9개 리와 전 월곡면의 정산, 구룡, 미질, 주진, 계곡, 도목, 기사 등 7개 리를 편입시켜 16개리를 관할하게 되었다. 또한 삼계출장소를 두어 삼계, 동천, 도촌, 신남, 인계 등 5개 리를 관할하고 있다.
- 1995년 안동군이 안동시로 통폐합됨에 따라 현재 16개 법정리에 20개 행정리로 되어 있다.

## 지리
예안면의 면적은 163.8km2, 인구는 2,132명(2009년)이며, 안동시에서 동북단 24km 지점에 위치하고 있으며, 면소재지는 정산리이다.
면의 서쪽은 낙동강을 경계로 와룡면과 접하고 있으며, 남쪽은 임동면(臨東面), 동쪽은 영양군(英陽郡)과 접하고 있다.
면의 중앙부를 낙동강 지류인 동계천(東溪川)과 구계천(九溪川)이 흘러 면의 서쪽 경계를 흐르는 낙동강에 합류되며, 동계천 연안에는 비교적 넓은 충적 평야가 형성되어 있다. 서쪽은 운남산(雲南山) 등 산지를 이루며, 경지 면적은 매우 협소하다. 예안면은 총면적의 78%가 임야인 산간오지의 면으로, 20개리 가운데 13개 리가 안동호와 인접하고 있다.

## 행정 구역
| 법정리 | 행정리           | 비고                   |
| ------ | ---------------- | ---------------------- |
| 계곡리 | 계곡리           |                        |
| 구룡리 | 구룡리           |                        |
| 귀단리 | 귀단1리, 귀단2리 |                        |
| 기사리 | 기사1리, 기사2리 |                        |
| 도목리 | 도목리           |                        |
| 도촌리 | 도촌리           |                        |
| 동천리 | 동천리           |                        |
| 미질리 | 미질리           |                        |
| 부포리 | 부포리           |                        |
| 삼계리 | 삼계리           |                        |
| 신남리 | 신남리           |                        |
| 인계리 | 인계리           |                        |
| 정산리 | 정산1리, 정산2리 | 면 행정복지센터 소재지 |
| 주진리 | 주진1리, 주진2리 |                        |
| 천전리 | 천전리           |                        |
| 태곡리 | 태곡리           |                        |

## 교육 기관
| 학교명                | 소재지                      | 비고                                   |
| --------------------- | --------------------------- | -------------------------------------- |
| 월곡초등학교          | 예안면 정산길 23 (정산리)   |                                        |
| 월곡초등학교 삼계분교 | 예안면 농암로 2384 (삼계리) |                                        |
| 월곡초등학교 계곡분교 | 예안면 구룡리 518           | 1999년 폐교                            |
| 월곡초등학교 부포분교 | 예안면 부포리 110           | 2001년 폐교 (구) 예안초등학교에서 편입 |
| 안동중학교 인계분교   | 예안면 농암로 2055 (인계리) | 2018년 폐교                            |